# Disney XD (Espagne)
Disney XD était une chaîne de télévision espagnole appartenant à The Walt Disney Company Iberia.

## Histoire
Fox Kids fut lancé en décembre 1998 en remplacement de Minimax. Elle devient Jetix le 7 janvier 2005 et Disney XD le 18 septembre 2009.
Disney XD est lancé en haute définition le 2 juillet 2013 dans un premier temps uniquement sur ONO.
Le service Disney Pop Pick est lancé le 12 mai 2015 sur Canal+. Il propose des séries complètes et des extras sur des programmes des trois chaînes Disney,. Il sera ensuite étendu à d'autres opérateurs comme complément à son service de rattrapage.
À la suite du lancement de Disney+, Disney XD s'arrête le 1er avril 2020 en Espagne,,.

## Programmes
- Oscar et Co
- Danny Phantom
- Bob l'eponge
- Phineas et Ferb
- Fred and Fiona
- Danny & Daddy
- Trotro
- Fanboy et Chum Chum
- Doraemon
- Massive Monster Mayhem (Caos monstruosos masivos)
- Polly Pocket
- 64, rue du Zoo
- Jimmy l'Éclate
- Art Attack
- Miss Spider
- Waybuloo
- Little Einsteins
- Loonatics Unleashed
- Tiny Toon Adventures
- Yo Gabba Gabba!
- Charlotte aux fraises
- Atom Ant
- Slugterra
- Toy Story
- Chicken Little
- Robotboy
- Spiderman
- Charlie et Lola
- Les Pyjamanimaux
- Les Super Mécanimaux
- Hannah Montana
- Moesha
- Tommy et Oscar
- PJ Masks
- Thomas et ses amis
- Winx Club
- Lazy Town
- Hip Hop Harry
- Veggietales
- Sponk!
- Spectacle de Shanna
- Jelly Jamm
- Ruby Gloom
- Zoom!
- Doug
- SamSam
- Manny et ses outils
- David le gnome
- No-No
- Oscar et Malika
- Totally Spies
- Mr. Magoo
- Wow! Wow! Wubbzy!
- Sonic X
- Chapi Chapo
- 1, 2, 3, Bo
- Princesses des Mers